# Snów (gmina)
Snów – dawna gmina wiejska istniejąca do 1939 roku w woj. nowogródzkim (obecnie na Białorusi). Siedzibą gminy było miasteczko Snów (631 mieszk. w 1921 roku).
Początkowo gmina należała do powiatu nowogródzkiego. 1 sierpnia 1919 r. gmina weszła w skład nowo utworzonego powiatu baranowickiego pod Zarządem Cywilnym Ziem Wschodnich. 7 listopada 1920 r. została przyłączona do nowo utworzonego powiatu nieświeskiego pod Zarządem Terenów Przyfrontowych i Etapowych. 19 lutego 1921 r. wraz z całym powiatem weszła w skład nowo utworzonego woj. nowogródzkiego. 
1 października 1927 do gminy Snów przyłączono części obszaru gmin Łań i Kleck. Po wojnie obszar gminy Snów wszedł w struktury administracyjne Związku Radzieckiego.